# Nox (videojuego)
Nox es un videojuego de rol de acción desarrollado por Westwood Studios y distribuido por Electronic Arts. Fue lanzado al mercado durante el año 2000. El videojuego fue bien recibido en general por parte de los medios especializados, obteniendo una nota media de 86 sobre 100 en un agregado de análisis realizado por MobyGames. El videojuego posee una expansión gratuita, denominada NoxQuest, cuyo principal añadido es un modo multijugador cooperativo.
El videojuego detalla la historia de Jack, un joven procedente del planeta Tierra que es enviado a un universo paralelo de fantasía heroica, en el cual deberá derrotar al malvado hechicero Hecubah y a su ejército de nigromantes para poder volver a casa. Dependiendo de la clase seleccionada por el jugador al principio del juego (guerrero, conjurador o sacerdote), la historia seguirá tres hilos argumentales completamente distintos, con sus respectivos finales únicos. En cuanto a las características multijugador, el jugador puede competir contra otros mediante varios modos distintos, como deathmatch o «Capturar la bandera». 